# Horrorcore
Horrorcore-ul este un subgen al muzicii hip hop, bazat pe versuri cu tematică horror și conținut explicit. Cu toate că stilul nu este foarte popular, unii interpreți au avut parte de un număr mare de vânzări.

## Caracteristici
Horrorcore-ul se definește ca un stil de muzică hip hop care se concentrează pe subiecte horror precum demoni, automutilare, canibalism, sinucidere, omor și satanism.

## Reprezentanți ai genului
- Blaze Ya Dead Homie [1][2]
- Brotha Lynch Hung[3]
- Bone Thugs-N-Harmony[4][5]
- Cage[6][7]
- D12 și Eminem[8][9]
- Esham și Natas[10][11]
- Flatlinerz[12]
- Ganksta N-I-P[10][13]
- Geto Boys[10][13]
- Gravediggaz[10][14]
- Insane Clown Posse[10]
- Insane Poetry[10][15]
- King Gordy[16]
- Kool Keith[17]
- Mars[18]
- Prozak[19]
- Tech N9ne[20]
- Twiztid[21]